# Truro
Truro (kornisk: Truru) er en city og county town i Cornwall, England. Byen har 21.555(2016) indbyggere. Personer fra Truro kan kaldes Truronians. Den voksede fra et handelscenter til en havn og vigtig by for tin-minedrift.
Det blev den sydligste city på fastlandet i Storbritannien i 1876, med etableringen af Truro stift. Blandt byens seværdigheder er Royal Cornwall Museum, Truro Cathedral (færdigbygget i 1910), Hall for Cornwall og Cornwalls landsret. Byen har ingen havn og må benytte sig af Falmouth.